# 나카가와 기요히데
나카가와 기요히데(일본어: 中川 清秀 なかがわ きよひで[*], 덴분 11년(1542년) ~ 덴쇼 11년 음력 4월 20일(1583년 6월 10일))는 센고쿠 시대부터 아즈치모모야마 시대까지의 무장이다.

## 이름
- 아명 (兒名): 도라노스케(虎之助)
- 통칭 (統稱): 세뵤우에(瀬兵衛)
- 본성: 겐지
  - 가계: 세이와 겐지(清和源氏) 중 하나인 가계 셋쓰 겐지(摂津源氏)의 맥락 다다 겐지(多田源氏), 혹은 가와치 겐지(河内源氏) 방계인 이시카와 겐지(石川源氏))의 후예를 자칭

## 생애
1542년 (덴분 11년) 셋쓰국 후쿠이무라 나카가와라(지금의 오사카부 이바라키시)에서 태어났다. 처음에는 셋쓰국을 통치하던 이케다 가쓰마사를 섬기다 오다 노부나가가 교토를 장악하자 노부나가를 섬겼다. 하지만 이케다씨 사이에서 내분이 일어나 가쓰마사가 쫓겨나고 이케다 도모마사가 당주가 된 뒤, 한동안 노부나가를 적대하였다. 1572년 (겐키 3년), 함께 이케다 도모마사를 섬기던 아라키 무네시게와 손잡고 와다 고레마사를 토벌하였고 (시라이카와라 전투), 이로 인해 멸망한 이바라키씨 대신 그들의 거성 이바라키성을 차지해 성주가 된다.
셋쓰의 와다씨, 이바라키씨, 이타미씨, 이케다씨가 연달아 쇠퇴·몰락하자 아라키 무네시게, 다카야마 우콘 등과 함께 셋쓰국에서 독립 세력으로 할거하였다. 후에 노부나가가 아라키를 셋쓰국의 국주로 임명하자 나카가와도 이를 따랐다. 1578년 (덴쇼 6년) 아라키가 노부나가에 반기를 들자 (아리오카성 전투) 이에 호응하였으나, 노부나가군이 쳐들어오자 우콘과 함께 노부나가에게 투항, 그의 가신이 되어 아라키 무네시게를 공격하였다. 그 후 니와 나가히데, 이케다 쓰네오키 등의 부장을 전전했다.
1582년 (덴쇼 10년), 혼노지의 변으로 노부나가가 죽자 다카야마 우콘과 함께 하시바 히데요시를 따랐으며 야마자키 전투에서 크게 활약하였다. 1583년 (덴쇼 11년) 시즈가타케 전투에서 히데요시군의 선봉 2순위로 참전하였으나, 다카야마 우콘, 미요시 노부요시와 함께 오이와 산채를 지키던 중 시바타 가쓰이에의 부장 사쿠마 모리마사의 공격을 받아 전사했다. 향년 42세이며, 묘소는 지금의 오사카부 이바라키시 바이린지와 시가현 나가하마시 오이와야마 성채터에 있다.
그의 가독은 장남 히데마사가 상속했고, 차남 히데나리는 후에 분고오카번 초대 번주가 되었다. 그리고 나카가와 가문은 번주로 에도 막부 말기까지 존속했다. 또한 히데나리는 도요토미 히데요시의 명령에 따라 아버지 기요히데를 토벌한 사쿠마 모리마사의 딸을 얻게 되었다.

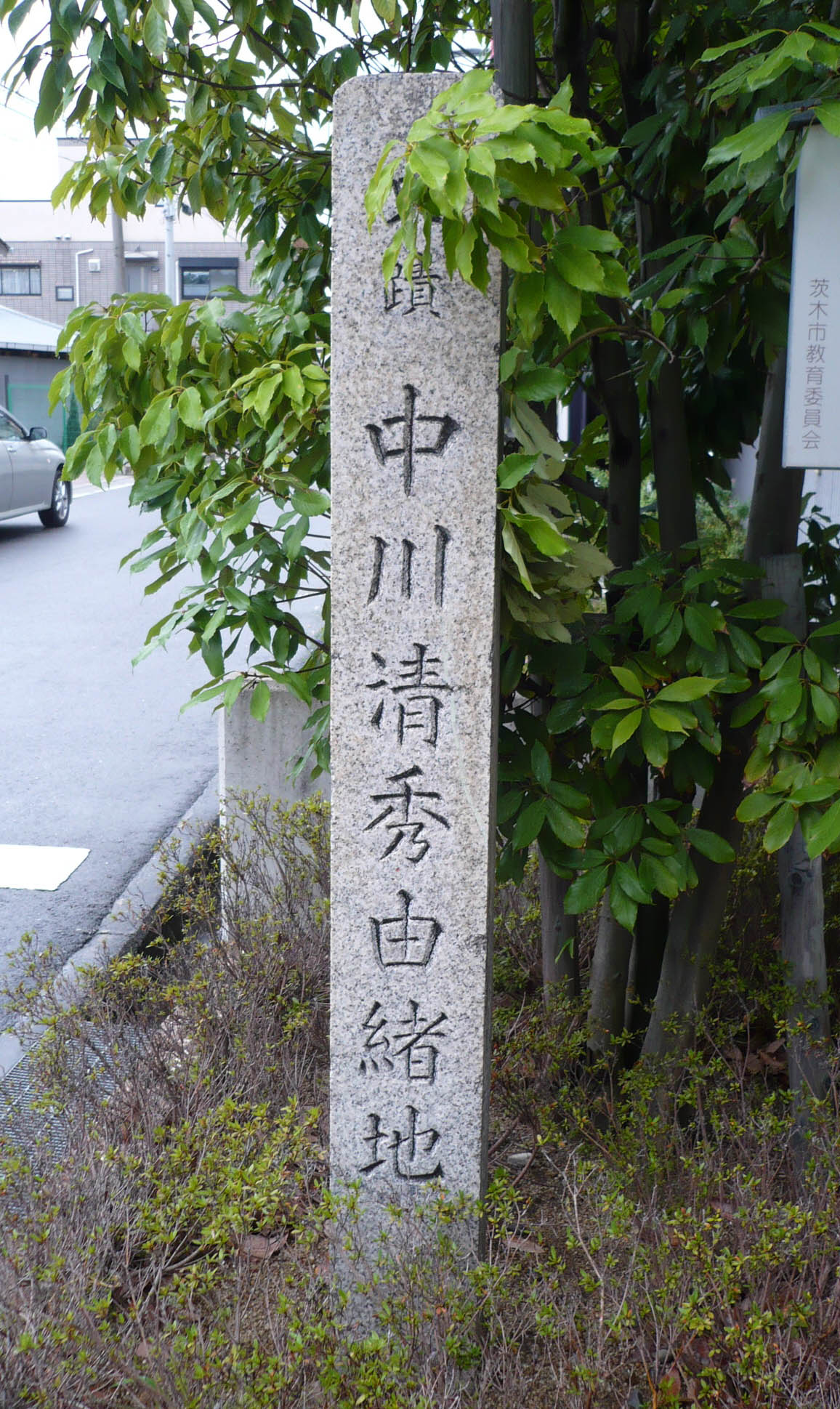
나카가와라 다리 부근에 있는 나카가와 기요히데 유서지의 비석
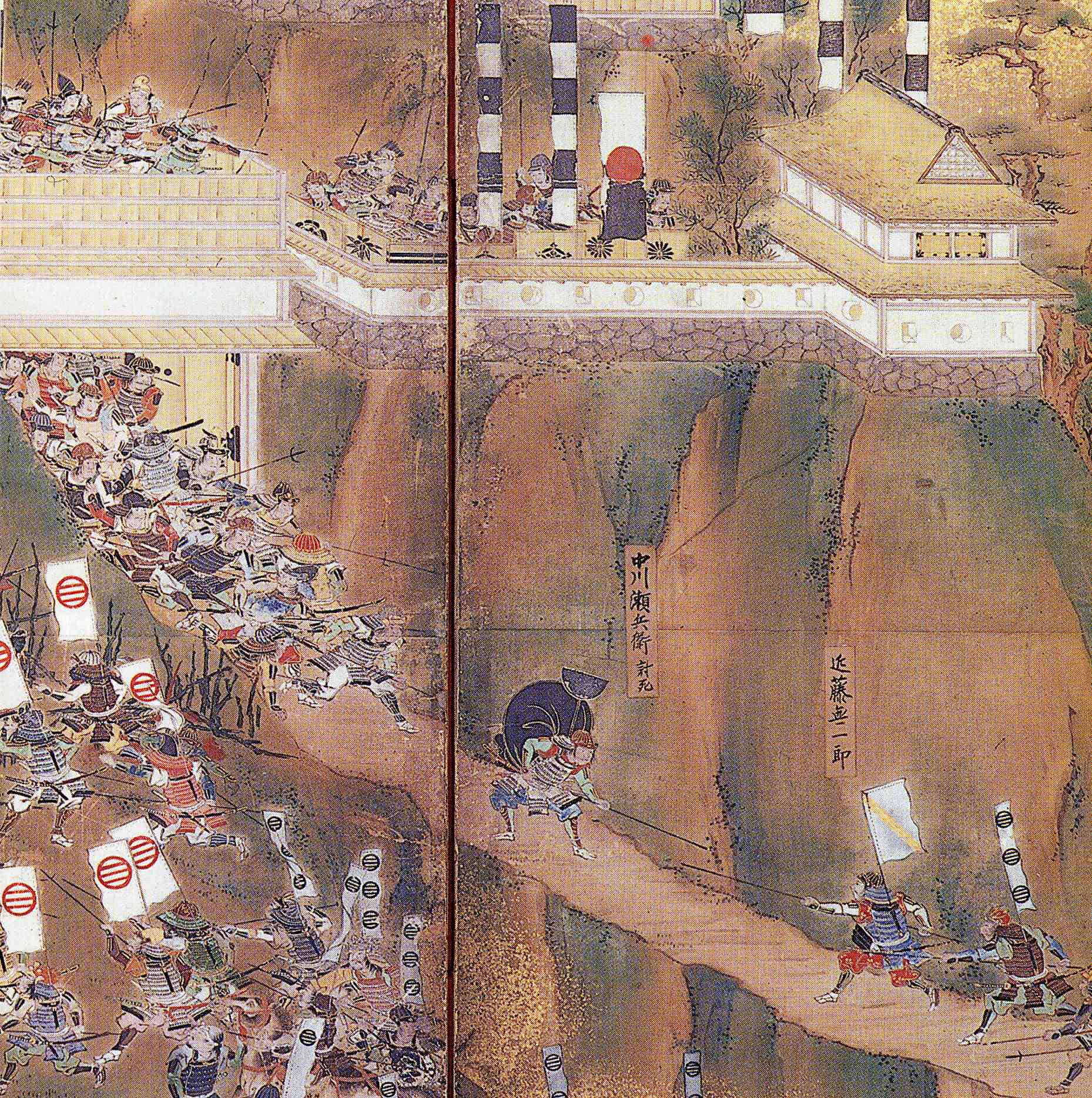
시즈타케 전투에서 분전하는 나카가와 기요히데(시즈가타케 전투도 병풍)
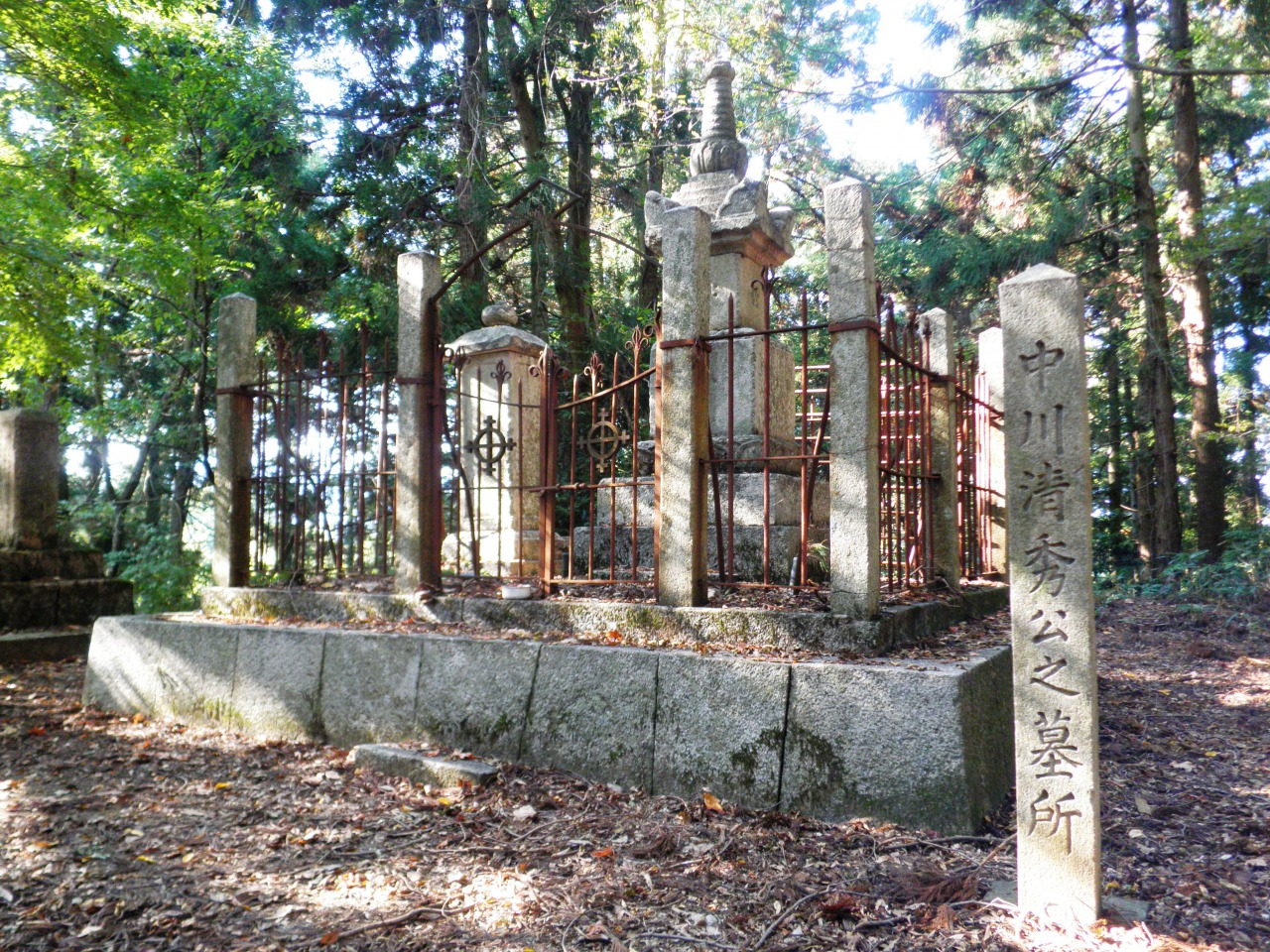
오이와야마에 있는 나카가와 기요히데의 묘

## 가계
- 아버지: 나카가와 시게키요(中川重清)
  - 아버지 시게키요는 본래 다카야마씨이나, 나카가와씨에 데릴사위로 들어갔다. 기리시탄 다이묘 다카야마 우콘의 아버지 다카야마 도모테루(高山友照)는 시게키요의 형제다. 한편, 일설에 따르면 아라키 무네시게와도 종형제 관계였다.
- 어머니: 나카가와 기요무라(中川清村)의 딸
- 자녀 
  - 장남: 나카가와 히데마사(中川秀政)
  - 차남: 나카가와 히데시게(中川秀成)
  - 장녀: 이토히메 (糸姫)
    - 이케다 데루마사의 정실이며, 이케다 도시타카의 어머니이다.

  - 차녀: 후루타 시게나리의 부인이 되었다.

## 소설·만화
- "효우게모노" - 야마다 요시히로의 주인공·후루타 시게나리의 매형으로서 등장.

## 참고 문헌
- 이바라키시 교육위원회, <우리 마을 이바라키 (성곽편)>  (わがまち茨木（城郭編）茨木市教育委員会、), 1987년 3월.

## 같이 보기
- 고리야마성
- 하라다성 - 아리오카성 전투 때 성주였다.
- 우쓰노미야